# Reichspost

"Deutsche Reichspost" ca 1925

Reichspost var namnet på Tysk-romerska rikets postorganisation. Organisationen grundades 1495 som Kaiserliche Reichspost och fick namnet Deutsche Reichspost i samband med bildandet av Kejsardömet Tyskland 1871. Som en efterföljare till Deutsche Reichspost bildades 1947 Deutsche Bundespost. Sedan 1995 är företaget börsnoterat och heter Deutsche Post.

## Kaiserliche Reichspost

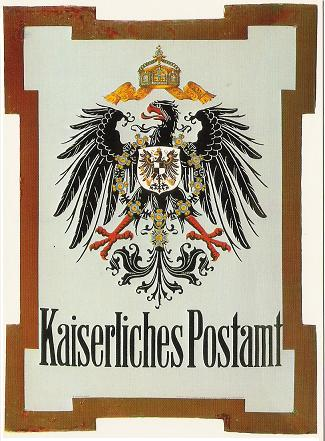
"Kaiserliches Postamt" ca 1900.

Kaiserliche Reichspost var den första överregionala postorganisation inom Tysk-romerska riket. Reichspost grundades 1495 och stod under kejsaren Rudolf II:s beskydd. Organisationen drevs efter 1650 av medlemmar till familjen Thurn und Taxis. Fram till 1701 låg huvudkontoret i Bryssel, därefter i Frankfurt och 1748 i Regensburg. I och med upplösningen av Tysk-romerska riket genom kejsaren Frans II år 1806 sattes även slutpunkten för Kaiserliche Reichspost. Mellan 1806 och 1871 fanns ingen överregional post längre utan postväsendet drevs av de olika tyska delstaterna.

## Deutsche Reichspost
Deutsche Reichspost bildades som ett statligt monopol den 12 maj 1871 genom namnändring av Norddeutsche Post. Officiella namnet var Kaiserliche Post und Telegraphenverwaltung. Den förste generalpostdirektören var Heinrich von Stephan. Rättsbefogenheten avsåg området motsvarande Nordtyska förbundets geografiska utsträckning samt det annekterade Elsass-Lothringen. Från 1 januari 1902 hörde även Baden till Deutsche Reichspost och den 1 april 1902 anslöt sig Württemberg. Delstaten Bayern ställde sig utanför och anslöt sig först 1920. Würtemberg behöll viss självständighet och bland annat befogenhet att utge egna frimärken fram till 1920. År 1909 började postens bankverksamhet med införandet av postcheck. Reichspostamt hade sitt säte i Berlin.
När Weimarrepubliken utropades 1919 omvandlades Reichspostamt i Reichspostministerium och en enhetlig, riksomfattande tysk post och telegraforganisation bildades. Under 1920- och 1930-talen utvidgades Reichspostens tjänster med bland annat telefon-, radio- och televisionsöverföringar. Från och med år 1935 hörde Saarlands och 1938 även Österrikes postorganisationer till Reichsposten. Under andra världskriget skötte Reichspost posttrafiken i de av Nazityskland annekterade områdena såsom Polen, Reichsgau Wartheland och Reichsgau Danzig-Westpreussen genom Deutsche Post Osten. I de ockuperade områdena fanns det även en tysk postorganisation, Deutsche Dienstpost, vid sidan av de inhemska postverken. Postväsendet vid de militära förbanden utanför riskpostens och tjänstepostens verksamhetsområden sköttes av den militära fältposten.

## Personalstruktur

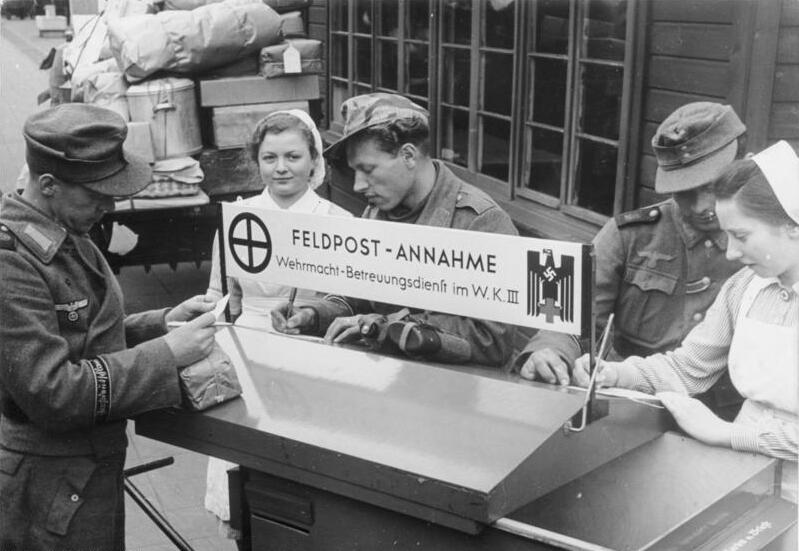
Rörligt fältpostkontor i etappområdet bemannat av det tyska röda korset.

| Lönegrad enligt Reichsbesoldungsordnung | Tjänstebenämningar i Deutsche Reichspost | Svensk motsvarighet                       |
| --------------------------------------- | ---------------------------------------- | ----------------------------------------- |
| A11                                     | Postbote                                 | Brevbärare                                |
| A10b                                    | Postschaffner Oberpostschaffner          | Postiljon                                 |
| A10a                                    | Postbetriebsassistent                    | Förste postiljon                          |
| A9                                      | Postbetriebswart                         | Överpostiljon                             |
| A8a                                     | Postassistent                            | Postexpeditör                             |
| A7a                                     | Postsekretär Postverwalter               | Förste postexpeditör Stationsmästare 6 kl |
| A5b                                     | Oberpostsekretär Oberpostverwalter       | Överpostexpeditör Stationsmästare 5 kl    |
| diätenordnung -                         | apl. Postinspektor                       | Postassistent                             |
| A4c2                                    | Postinspektor Postmeister                | Förste postassistent Postmästare 4 kl     |
| A4b1                                    | Oberpostinspektor Oberpostmeister        | Kontrollör Postmästare 3 kl               |
| A3b                                     | Postamtmann                              | Förste kontrollör Postmästare 2 kl        |
| A2d                                     | Oberpostamtmann Amtsrat                  | Överkontrollör Postmästare 1B kl          |
| A2c2                                    | Postrat                                  | Postmästare 1A kl                         |
| A2b                                     | Oberpostrat                              | Överpostmästare                           |
| A1b                                     | Oberpostdirektor                         | Postdirektör                              |
| A1a                                     | Ministerialrat                           | Avdelningschef                            |
| B8                                      | Reichspostdirektionspräsident            | -                                         |
| B7a                                     | Ministerialdirigent                      | Överdirektör                              |
| B5                                      | Ministerialdirektor                      | Generaldirektör                           |
| B3a                                     | Staatssekretär                           | Statssekreterare                          |
| B1                                      | Reichspostminister                       | Kommunikationsminister                    |

## Deutsche Bundespost och Deutsche Post AG
Efter andra världskriget skötte Deutsche Reichspost till en början post- och teletrafiken under överinseende av de allierade ockupationsmakterna. I Västtyskland bilades 1947 Deutsche Post som 1950 namnändrades till Deutsche Bundespost respektive Deutsche Post (DDR) i Östtyskland. 
Deutsche Post AG är en post- och transportkoncern med huvudkontor i Bonn. Företaget skapades 1995 då den tyska staten styckade upp postverket, Deutsche Bundespost i tre olika företag: Deutsche Post AG, Deutsche Telekom AG och Deutsche Postbank AG.